# Armi (album)
Armi è il terzo album in studio di Alessandro Grazian uscito nel 2012.

## Il disco
Pubblicato il 5 ottobre 2012 da Ghost Records (distribuzione Venus), il terzo album di Alessandro Grazian arriva a tre anni dal precedente Indossai (2008) e racchiude l'esperienza maturata attraverso la composizione di colonne sonore e le collaborazioni con altri artisti. All'album ha partecipato Leziero Resigno (La Crus, Amor Fou). Il tour promozionale è partito il 15 ottobre. Sono stati realizzati i videoclip dei brani Armi (regia di Fabio Capalbo) e Soltanto io (regia di Metaviola).

## Tracce
1. Armi
2. Soltanto io
3. Se tocca a te
4. Estate
5. Nonchalance
6. Hélène
7. Non devi essere poetico mai
8. Il mattino

## Formazione
- Alessandro Grazian - voce, chitarra
- Leziero Rescigno - synth, batteria